# Ponti strallati per lunghezza della campata principale
I ponti strallati più lunghi del mondo sono qui ordinati secondo la lunghezza della campata principale, il più comune metodo con cui si confrontano le dimensioni dei ponti strallati, i quali raggiungono dimensioni considerevoli, seppur inferiori rispetto ai ponti sospesi.

## Ponti strallati completati
La lista include solo ponti strallati completati che portino il traffico veicolare e/o ferroviario.
Nota: Cliccando su ogni posizione in classifica si viene indirizzati al sito web ufficiale. Le posizioni segnalate con un asterisco rosso (*) non hanno un sito ufficiale, e indirizzano verso una specifica nota.
| Immagine                                                       | Posizione | Nome                                     | Luogo                                 | Stato             | Lunghezza campata maggiore | Completato | Piloni | Note                                                |
| -------------------------------------------------------------- | --------- | ---------------------------------------- | ------------------------------------- | ----------------- | -------------------------- | ---------- | ------ | --------------------------------------------------- |
|                                                                | 1         | Ponte dell'isola Russkij                 | Vladivostok, Bosforo orientale        | Russia            | 1104 m                     | 2012       | 2      |                                                     |
|                                                                | 2         | Ponte di Hutong                          | Nantong, Suzhou                       | Cina              | 1092 m                     | 2020       | 2      | , stradale e ferroviario                            |
|                                                                | 3         | Ponte di Sutong                          | Suzhou, Nantong                       | Cina              | 1088 m                     | 2008       | 2      |                                                     |
|                                                                | 4         | Stonecutters Bridge                      | Rambler Channel                       | Hong Kong         | 1018 m                     | 2009       | 2      |                                                     |
|                                                                | 5         | Ponte di Qingshan                        | Wuhan                                 | Cina              | 938                        | 2021       | 2      |                                                     |
|                                                                | 6         | Edong Bridge                             | Huangshi                              | Cina              | 926 m                      | 2010       | 2      |                                                     |
|                                                                | 7         | Ponte di Jiayu                           | Contea di Jiayu                       | Cina              | 920 m                      | 2019       | 2      |                                                     |
|                                                                | 8         | Tatara Bridge                            | Mare Interno di Seto                  | Giappone          | 890 m                      | 1999       | 2      |                                                     |
|                                                                | 9         | Ponte di Normandia                       | Le Havre                              | Francia           | 856 m                      | 1995       | 2      |                                                     |
|                                                                | 10        | Ponte di Chizhou                         | Chizhou, Contea di Zongyang           | Cina              | 828 m                      | 2019       | 2      | [10]                                                |
|                                                                | 11        | Ponte di Shishou                         | Shishou                               | Cina              | 820 m                      | 2019       | 2      |                                                     |
|                                                                | 12        | Ponte di Jiujiang                        | Jiujiang                              | Cina              | 818 m                      | 2013       | 2      |                                                     |
|                                                                | 13        | Ponte Jingyue                            | Jingzhou                              | Cina              | 816 m                      | 2010       | 2      |                                                     |
|                                                                | 14        | Ponte di Wuxue                           | Wuxue                                 | Cina              | 808 m                      | 2021       | 2      |                                                     |
|                                                                | 15        | Secondo ponte di Wuhu                    | Wuhu                                  | Cina              | 806 m                      | 2017       | 2      |                                                     |
|                                                                | 16        | Ponte di Incheon                         | Incheon                               | Corea del Sud     | 800 m                      | 2009       | 2      |                                                     |
|                                                                | 16-2      | Ponte Yachi                              | Qingzhen                              | Cina              | 800 m                      | 2016       | 2      |                                                     |
|                                                                | 18        | Ponte Xiamen-Zhangzhou                   | Xiamen, Zhangzhou                     | Cina              | 780 m                      | 2013       | 2      |                                                     |
|                                                                | 19        | Ponte di Zhuankou                        | Wuhan                                 | Cina              | 760 m                      | 2013       | 2      |                                                     |
|                                                                | 20        | Ponte Zolotoj                            | Vladivostok                           | Russia            | 737m                       | 2012       | 2      | [ 1 ]                                               |
|                                                                | 21        | Ponte sul fiume Azzurro di Shanghai      | Shanghai                              | Cina              | 730 m                      | 2009       | 2      |                                                     |
|                                                                | 22        | Terzo ponte di Nanchino                  | Nanchino                              | Cina              | 648 m                      | 2005       | 2      |                                                     |
|                                                                | 23        | Secondo ponte di Nanchino                | Nanchino                              | Cina              | 628 m                      | 2001       | 2      |                                                     |
|                                                                | 24        | Ponte di Jintang                         | Zhoushan                              | Cina              | 620 m                      | 2009       | 2      |                                                     |
| foto esterna                                                   | 25        | Ponte Baishazhou                         | Wuhan                                 | Cina              | 618 m                      | 2000       | 2      |                                                     |
|                                                                | 26        | Ponte Erqi                               | Wuhan                                 | Cina              | 616 m x 2                  | 2011       | 3      |                                                     |
| foto esterna                                                   | 27        | Qingzhou Bridge                          | Fuzhou                                | Cina              | 605 m                      | 2001       | 2      |                                                     |
|                                                                | 28        | Ponte Yangpu                             | Shanghai                              | Cina              | 602 m                      | 1993       | 2      |                                                     |
| Linked photo                                                   | 29        | Xupu Bridge                              | Shanghai                              | Cina              | 590 m                      | 1997       | 2      |                                                     |
| Linked photo                                                   | 29-2      | Meiko-Chuo Bridge                        | Nagoya                                | Giappone          | 590 m                      | 1998       | 2      |                                                     |
| Linked photo                                                   | 31        | Taoyaomen Bridge                         | Zhoushan                              | Cina              | 580 m                      | 2003       | 2      |                                                     |
|                                                                | 32        | Ponte Rion Antirion                      | Rio                                   | Grecia            | 560 m (3 campate)          | 2004       | 4      |                                                     |
|                                                                | 33        | Ponte di Can Tho                         | Cần Thơ/Vĩnh Long                     | Vietnam           | 550 m                      | 2010       | 2      |                                                     |
|                                                                | 34        | Skarnsund Bridge                         | Inderøy                               | Norvegia          | 530 m                      | 1991       | 2      |                                                     |
| Linked photo                                                   | 35        | Queshi Bridge                            | Shantou                               | Cina              | 518 m                      | 1999       | 2      |                                                     |
| Linked photo                                                   | 36        | Tsurumi Tsubasa Bridge                   | Yokohama                              | Giappone          | 510 m                      | 1994       | 2      |                                                     |
| Linked photo                                                   | 36-2      | Anqing Bridge                            | Anquing                               | Cina              | 510 m                      | 2005       | 2      |                                                     |
| Linked photo                                                   | 38        | Ponte di Tianxingzhou                    | Wuhan                                 | Cina              | 504 m                      | 2009       | 2      |                                                     |
| Linked photo                                                   | 39        | Ponte Jingyue                            | Jingzhou                              | Cina              | 500 m                      | 2002       | 2      |                                                     |
|                                                                | 39-2      | Kanchanaphisek Bridge                    | Bangkok                               | Thailandia        | 500 m                      | 2007       | 2      |                                                     |
| Linked photo                                                   | 41        | Ikuchi Bridge                            | Ikuchi                                | Giappone          | 490 m                      | 1991       | 2      |                                                     |
|                                                                | 41-2      | Ponte di Øresund                         | Copenaghen, Danimarca - Malmö, Svezia | Danimarca- Svezia | 490 m                      | 1999       | 2      |                                                     |
| Linked photo                                                   | 43        | Higashi Kobe Bridge                      | Kōbe                                  | Giappone          | 485 m                      | 1992       | 2      |                                                     |
| Linked photo                                                   | 44        | Ehuang Bridge                            | Ezhou-Huanggang                       | Cina              | 480 m                      | 2002       | 2      |                                                     |
| Linked photo Archiviato il 25 giugno 2008 in Internet Archive. | 44-2      | Zhanjiang Bay Bridge                     | Zhanjiang                             | Cina              | 480 m                      | 2006       | 2      | Archiviato il 7 maggio 2008 in Internet Archive.    |
| Linked photo                                                   | 44-3      | Megami Bridge                            | Nagasaki                              | Giappone          | 480 m                      | 2006       | 2      |                                                     |
|                                                                | 47        | Ting Kau Bridge                          | Rambler Channel                       | Hong Kong         | 475 m                      | 1998       | 3      |                                                     |
|                                                                | 48        | Arthur Ravenel Jr. Bridge                | Charleston, South Carolina            | Stati Uniti       | 471.2 m                    | 2005       | 2      | Archiviato il 13 novembre 2020 in Internet Archive. |
|                                                                | 49        | Seohae Bridge                            | Pyongtaek to Dangjin                  | Corea del Sud     | 470 m                      | 2000       | 2      |                                                     |
|                                                                | 50        | Alex Fraser Bridge                       | Delta, British Columbia               | Canada            | 465 m                      | 1986       | 2      |                                                     |
|                                                                | 51        | Yokohama Bay Bridge                      | Yokohama                              | Giappone          | 460 m                      | 1989       | 2      |                                                     |
| Linked photo                                                   | 51-2      | Junshan Bridge                           | Wuhan                                 | Cina              | 460 m                      | 2001       | 2      | [ collegamento interrotto ]                         |
|                                                                | 53        | Vidyasagar Setu (2nd Hooghly Bridge)     | Calcutta, Bengala Occidentale         | India             | 457.2 m                    | 1992       | 2      | *                                                   |
|                                                                | 54        | Second Severn Bridge                     |                                       | Regno Unito       | 456 m                      | 1996       | 2      |                                                     |
|                                                                | 55        | Rama IX Bridge                           | Bangkok                               | Thailandia        | 450 m                      | 1987       | 2      |                                                     |
|                                                                | 55-2      | Queen Elizabeth II Bridge                | Dartford                              | Regno Unito       | 450 m                      | 1991       | 2      |                                                     |
| Linked photo                                                   | 55-3      | Dafosi Bridge                            | Chongqing                             | Cina              | 450 m                      | 2001       | 2      | [ collegamento interrotto ]                         |
| Linked photo                                                   | 55-4      | Fuling Shibangou Bridge                  | Fuling                                | Cina              | 450 m                      | 2009       | 2      |                                                     |
|                                                                | 59        | Ponte della Baia di Hangzhou             | Baia di Hangzhou                      | Cina              | 448 m                      | 2008       | 2      |                                                     |
| Linked photo                                                   | 60        | Chongqing Second Yangtze River Bridge    | Chongqing                             | Cina              | 444 m                      | 1995       | 2      |                                                     |
|                                                                | 61        | Ingeniero Carlos Fernández Casado Bridge | Barrios de Luna                       | Spagna            | 440 m                      | 1983       | 2      |                                                     |

## Ponti strallati più lunghi d'Italia
Nota: Le note di questa lista non indirizzano al sito ufficiale, ma servono a testimoniare i dati del ponte, non avendo la rispettiva pagina wikipedia.
| Immagine | Nome                               | Luogo                                       | Campata principale [m] | Piloni | Anno di apertura | Note   |
| -------- | ---------------------------------- | ------------------------------------------- | ---------------------- | ------ | ---------------- | ------ |
|          | Ponte strallato sul fiume Adige    | Piacenza d'Adige (PD) e Badia Polesine (RO) | 310                    | 2      | 2010             |        |
|          | Ponte di Boccaserio                | Bertonico (LO) e Montodine (CR)             | 252                    | 2      | 2010             | [ 3 ]  |
|          | Viadotto Favazzina                 | Favazzina (RC)                              | 220                    | 2      | 2013             | [ 4 ]  |
|          | Ponte all'Indiano                  | Firenze                                     | 206                    | 2      | 1978             |        |
|          | Ponte strallato di Piacenza        | Piacenza (PC) e San Rocco al Porto (Lodi)   | 192                    | 2      | 2009             |        |
|          | Viadotto Carpineto                 | Vietri di Potenza (PZ)                      | 181                    | 2      | 1977             |        |
|          | Ponte del Mare                     | Pescara (PE)                                | 172                    | 1      | 2009             |        |
|          | Ponte Alcide de Gasperi            | Parma (PR)                                  | 170                    | 1      | 2005             | [ 5 ]  |
|          | Arco olimpico di Torino            | Torino (TO)                                 | 156                    | 1      | 2006             |        |
|          | Ponte strallato sul Bacchiglione   | Montegalda (VI)                             | 140                    | 2      | 2012             | [ 6 ]  |
|          | Ponte Adige                        | Trento (TN)                                 | 2 x 130                | 1      | 2008             |        |
|          | Ponte San Francesco di Paola       | Cosenza (CS)                                | 130                    | 1      | 2018             | [ 7 ]  |
|          | Ponte strallato di Porto Marghera  | Marghera (VE)                               | 105 + 126              | 1      | 2005             |        |
|          | Ponte Adriatico                    | Bari (BA)                                   | 2 x 112,5              | 1      | 2016             |        |
|          | Ponte Cesare Cantù                 | Olginate e Calolziocorte (LC)               | 110                    | 2      | 2009             | [ 8 ]  |
|          | Ponte canale sul Tevere            | Roma (RM)                                   | 107,5                  | 2      | 1978             |        |
|          | Ponte strallato sul Garigliano     | Minturno (LT)                               | 100                    | 1      | 1995             | [ 9 ]  |
|          | Ponti di Calatrava a Reggio Emilia | Reggio Emilia (RE)                          | 2 x 90                 | 1      | 2006             | [ 10 ] |
|          | Ponte Emanuela Loi                 | Monserrato e Sestu (CA)                     | 82                     | 1      | 2009             | [ 11 ] |